# Ciclo cidiano
El Ciclo cidiano es un conjunto de ocho esculturas realizadas por Joaquín Lucarini y colocadas en el puente de San Pablo, en la ciudad de Burgos.

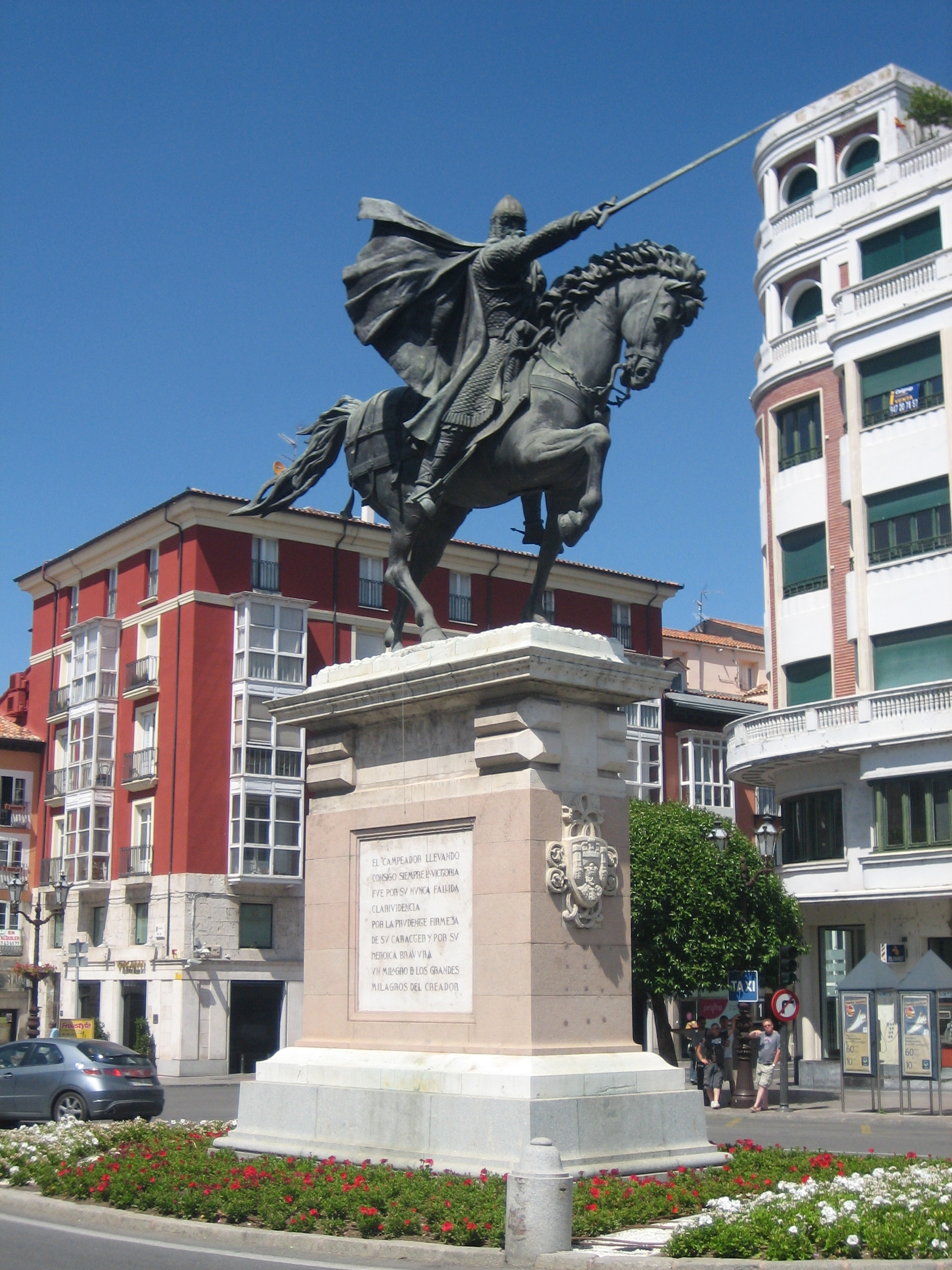
Monumento al Cid Campeador, realizada por Juan Cristóbal González Quesada y situada en la plaza del Mio Cid de Burgos.

En 1953 se convocó un concurso nacional de escultura, en el que un jurado, formado entre otros por Chueca Goitia, eligió a Lucarini para la realización de las esculturas. Las obras fueron realizadas entre los años 1953 y 1955, cumpliendo el requisito del concurso de que fueran de tres metros de altura. Las estatuas servirían para acompañar al Monumento al Cid Campeador, realizado años antes en bronce con la figura de El Cid, colocada en la plaza de Mio Cid, donde nace el puente sobre el río Arlanzón. Las esculturas del ciclo cidiano fueron realizadas en piedra de Hontoria.
Las figuras elegidas fueron las siguientes:
- Doña Jimena. Esposa del Cid. Se la representa con dos palomas en el hombro, símbolo de sus dos hijas María y Cristina.

- Don Diego Rodríguez, único hijo varón del Cid, muerto prematuramente.

- San Sisebuto, el abad más importante que tuvo a lo largo de su historia el monasterio de San Pedro de Cardeña. Paradójicamente, este personaje no es citado en el cantar de Mío Cid.

- Jerónimo de Perigord, clérigo que en el cantar acompaña al Cid y recibe en premio el obispado de Valencia, al igual que sucedió en la historia.

- Martín Antolínez, ilustre burgalés, amigo de Rodrigo y protagonista en el cantar de la artimaña del cofre.

- Álvar Fáñez, sobrino y hombre de confianza del Campeador.

- Martín Muñoz, conde de Coímbra de 1091 a 1093.

- Ben Galbón, alcalde de Molina de Aragón y amigo del Campeador.

En 1954 se convocó un nuevo concurso, esta vez con el encargo de esculpir en bronce ocho relieves 
que narraran diferentes pasajes del poema de Mío Cid. Lucarini ganó de nuevo el concurso. A pesar de haber completado el trabajo, los relieves nunca llegaron a ubicarse en el puente.
|                  |                   |               |              |
| Diego Rodríguez. | Martín Antolínez. | Martín Muñoz. | Álvar Fáñez. |

|              |               |             |               |
| Doña Jimena. | San Sisebuto. | Ben Galbón. | Don Jerónimo. |